# Edouard Van Beneden
Édouard Joseph Louis-Marie Van Beneden (Lovaina, 5 de março de 1846 - Liége, 28 de abril de 1910) foi um biólogo, citologista e embriologista belga, Iniciou seus estudos trabalhando com seu próprio pai, que era professor de zoologia na universidade de Liége, e pesquisador dos grupos de protozoários e nematoides. Édouard ingressou na Universidade de Liége em 1870, de onde não mais saiu, inicialmente seguindo com seus estudos de morfologia comparativa, entre eles um estudo sobre os embriões dos tunicados, que mais tarde levou a inclui-los no filo dos cordados.

## Estudo dos cromossomos
Contribui com a Citogenética quando em 1883, publicou uma série de pesquisas onde observou e descreveu o processo da meiose no parasito Ascaris megalocephala, organismos estes presentes nos cromossomos do intestino dos cavalos, demonstrando que o processo da fecundação se realiza entre dois pro-núcleos, um masculino e outro feminino, os quais comportam a metade dos cromossomos para a próxima célula, e assim, estudou o comportamento de cromossomos e como eles são combinados durante a meiose, e ajudou clarificar o papel deles na hereditariedade e desenvolvimento. Em 1887 Édouard também observou que na primeira divisão que levava a formação de um óvulo, os cromossomos não se dividiam em dois longitudinalmente como na divisão celular assexuada, cada par de cromossomos se separava para formar duas células, cada uma das quais apresentava somente a metade do número usual de cromossomos. Posteriormente, ambas células se dividiam de novo segundo o processo assexual ordinário. Van Beneden denominou este processo de meiose. Também demonstrou que o número de cromossomo é constante para cada espécie. Em 1887 finalmente publicou o resultado geral das conclusões.

## Obras
- Édouard van Beneden: Les Anthozoaires de la Plankton-Expedition; Die Anthozoen der Plankton-Expedition. In: Ergebnisse der von Mitte Juli bis Anfang November 1889 im Atlantischen Ocean ausgeführten Plankton-Expedition der Humboldt-Stiftung. Lipsius & Tischer, Kiel und Leipzig, 1898